# Potoče, Divača
Potoče so naselje v Občini Divača. 
Ko so leta 1817 popisovali Kranjsko deželo je le ta imela 125 občin. Od tega je bila ena izmed njih naša Senožeška z 2697 dušami, njene podobčine pa so bile Brezec, Britof, Famlje, Gaberče, Laže, Dolenja vas, Gornje Vreme, Senadole in Potoče.
Vaščani Potoč predvidevamo, da je vas dobila ime po potoku Potočniku, ki teče mimo vasi, mogoče pa je bilo ravno obratno. V vasi je leta 2014 šestnajst aktivnih stanovanjskih hiš in 50 prebivalcev. Vas je od bližnjega večjega kraja Senožeče oddaljena približno 1300 metrov. Mimo vasi pelje lokalna cesta Senožeče – Dolenja vas.
Na sredini vasi so postavljena v osemdestih letih dvajsetega stoletja malce obnovljena kamnita korita, ki so bila zgrajena leta 1883. Še danes služijo za napajanje živine, ki pa je v vasi skoraj ni več. Ljubiteljski kmetje imajo v vasi le še nekaj goveda, par konj, ter nekaj ovc in koz. Ob koritih stoji kamniti objekt na katerega smo vaščani Potoč še posebej ponosni. To je Perilnik, ki so ga vaščani Potoč zgradili leta 1939. Tu so včasih gospodinje prale perilo, obnovili pa smo ga leta 2006, ker je bil zapuščen in v razpadajočem stanju. 
Na sredini vasi kjer so korita in stoji obnovljen Perilnik je bil včasih kal. Kal so vaščani po drugi svetovni vojni popolnoma opustili in ga celo zasuli s smetmi, katere so vaški otroci v sedemdesetih letih popolnoma očistili. Zraven kala je stala za potrebe zbiranja mleka tudi mala stavba »Mlekarnica«, ki smo jo porušili, ko smo urejali prostor in okolico Perilnika.
Vaščani Potoč so po drugi svetovni vojni skupaj z vaščani bližnje Dolenje vasi v Dolenji vasi zgradili zadružni dom, se pravi, da so nekako gravitirali proti Dolenji vasi, a kljub temu so vedno hodili v šolo v Senožeče. V vasi po spominu starejših vaščanov, nikoli niso imeli gostilne ali trgovine.
Po drugi svetovni vojni je bila leta 1948 v vasi zgrajena t.i.m. »Ekonomijska štala« v kateri je imela svoje prostore kmetijsko obdelovalna zadruga Gabrk – Dolenja vas. Sprva so v njej gojili prašiče, kasneje govedo. V sedemdesetih letih dvajsetega stoletja je v tem hlevu bližnji sosed gojil piščance. Danes pa te stavbe ni več. Na njenih temeljih je bila kasneje zgrajena stanovanjska hiša.
V vasi je še živa anekdota, da je živel včasih v vasi prav ob poti Dolenja vas – Senožeče lastnik domačije Gregor Vitez – »Grgurjev« po domače, ki naj bi kar z modrasom meril balinček, ko so balinali v bližnji Dolenji vasi. Ljudje so ga poznali po tem, da je rad lovil kače. Tudi v vasi Potoče je bilo včasih balinišče na vhodu v vas, kjer zdaj stoji avtobusna čakalnica.
Potočani so takoj po koncu druge svetovne vojne sekali bore za vasjo, ter jih zvozili v Divačo na vagone in jih prodali. Z denarjem, ki so ga s tem zaslužili, so vas priključili leta 1946 na električno napeljavo. Sami so tudi kopali luknje za lesene drogove in jih tudi postavljali. Takemu udarniškemu delu se v teh krajih po domače reče »rabuta«.
Vas je obdana s travniki (Kraška pot, Pri lužah, Kopače, Ograda, Draga) in pašniki (Kamnje, Pri cerkvi, Pri B`ču, Na Hribih...) ter gozdovi (Bandera, Brezje, Hribi, Gabrško...). Travniki se vse bolj zaraščajo ker kmetje opuščajo kmetijstvo. Zadnja leta, približno od leta 2007 naprej, so vseeno vaščani začeli intenzivneje kositi travnike zaradi subvencij, ki jih država izplača, če pokosiš travo.
V borovem gozdu (Pri cerkvi) nad vasjo stoji cerkev svetega Jurija, ki že dolgo let ni več v uporabi. Menda naj bi izza cerkve bilo pred mnogimi leti tudi pokopališče o katerem dandanes ni več sledu. Na cerkvi so bili po pripovedovanjih starejših vaščanov leta 1932 trije zvonovi, ki so jih leta 1942 okupacijski fašistični vojaki Italije ukradli in odnesli v Italijo. Do leta 1960 je bila v vaški cerkvi na dan cerkvenega zavetnika sv. Jurija (24. Aprila), vsako leto maša. V tem letu je imel zadnje bogoslužje senožeški župnik g. Šonc. Njegove mašne pripomočke s kelihom vred, pa so  kljub temu, da maše že dolgo ni bilo več, vse do leta 1970 hranili na hišni številki 5 pri »Volkovih« po domače. Takrat je pripomočke prevzel senožeški župnik g. Furlan in jih odnesel v Senožeče. Kmalu po nastanku države Slovenije smo Potočani s pomočjo domačega župnika g. Franca Razporja cerkvici obnovili streho, da smo jo zaščitili pred propadom. Do takrat je bila streha prekrita s kamnitimi skrlami, od takrat naprej pa z moderno kritino Bramac, sive barve. Pred cerkvijo sv. Jurija zaenkrat še raste mogočna lipa, katero dva človeka ne objameta.
Tudi telefonsko omrežje iz Senožeč do vasi so vaščani sami postavili leta 1974. Vendar takrat niso imeli vsi dovolj denarja, niti ni bilo dovolj priključkov v telefonski centrali v Senožečah, da bi ga vsi dobili. Tako smo šele leta 1992 vsi vaščani dobili svoj telefon. 
Vodo je vas imela iz svojega lastnega izvira (Brezje), približno en kilometer za vasjo v gozdu. Vodni tlak je res zaradi majhne višinske razlike znašal šele 1,2 bara in so gospodinjstva v višje ležečem delu vasi ostala poleti večkrat brez vode, ampak večinoma zaradi nevestnosti nižje ležečih hiš, kjer so tudi v sušnem obdobju zalivali vrtove. Nekatere vodovodne cevi so bile stare več kot 100 let, zato je bilo vodovodno omrežje nujno obnoviti. Probleme smo imeli tudi z onesnaženostjo pitne vode. Župan, ki je odgovoren za pitno vodo nas je redno obveščal in na oglasno desko izobešal obvestila, da voda ni pitna in naj jo prekuhavamo. V njej so namreč redno našli koliformne bakterije humanega izvora.
Hiše so se v Potočah na javni vodovod priklopile večinoma šele v letu 2009, čeprav potekajo cevi glavnega vodovoda iz Senožeč v Dolenjo vas tik mimo vasi. Istočasno je bil po vasi delno obnovljen tudi asfalt. Ob prehodu na javni vodovod smo prehodili trnovo pot in uspeli ohraniti naš star vaški vodovod za zalivanje. Pridobili smo si namreč dovoljenje za vzporedno rabo vode, kljub negodovanju Kraškega vodovoda iz Sežane in občinske uprave iz Divače. 
V začetku 90-tih let so v bližini Potoč zgradili avtocesto Ljubljana - Koper, ki je od vasi oddaljena približno 500 metrov.
Prav mimo vasi potekata dva visokonapetostna daljnovoda 220 in 400 KV, Divača - Beričevo.
V zapisih iz 19. Stoletja je že prebrati, da je vreme v teh krajih včasih podobno kot na Kredarici. Pozimi močno piha burja in ko sneži dela visoke zamete ter velike preglavice v prometu. Da je v naših krajih burja stalen pojav daje vedeti, da je področje opazovano in na njem nameravajo zgraditi tudi do 30 elektro vetrnih elektrarn. Ena že stoji in jo od daleč Potočani zaenkrat opazujemo pri Dolenji vasi na Griškem polju. Postavili so jo leta 2013 kot prvo Slovensko večjo vetrno elektrarno, ki smo jo domačini krstili za »Marjetico«. V letošnjem letu je dobila mlajšo sestrico »Podnanoščico« na Razdrtem.
Kot zadnjo moderno pridobitev smo vaščani v letu 2014 dobili optično povezavo za telefonski, internetni in televizijski signal.